# Bohuslav Šťastný
Bohuslav Šťastný (Chotěboř, 23 aprile 1949) è un ex hockeista su ghiaccio ceco, fino al 1992 cecoslovacco.

## Palmarès

### Olimpiadi invernali
- 2 medaglie[1]:
  - 1 argento (Innsbruck 1976)
  - 1 bronzo (Sapporo 1972)